# Clann na Poblachta

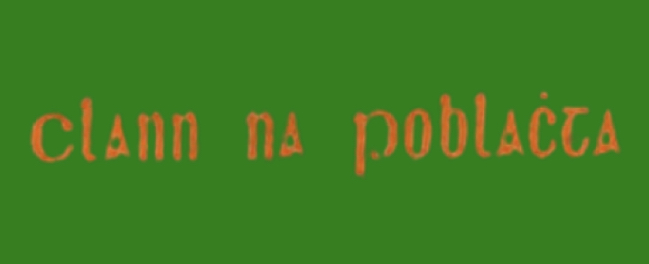
Logo der Clann na Poblachta

Clann na Poblachta [ˈklɑːn̪ n̪ə ˈpɔbləxt̪ə] (irisch „Kinder der Republik“, Abkürzung: CnP) war von 1946 bis 1965 eine politische Partei in Irland.

## Wahlprogramm
Clann na Poblachta wurde 1946 in Dublin von Seán MacBride gegen die Politik Éamon de Valeras gegründet. Die Inhalte der neuen Partei sollte vor allem auch Teile des militanten Flügels der IRA ansprechen, sich aktiver für die Wiedervereinigung mit Nordirland auf republikanischer Grundlage einsetzen. Ferner  war ein zentrales Thema die soziale Lage der irischen Bevölkerung. Im Nachkriegseuropa wurden Armut, Arbeitslosigkeit, prekäre Wohnverhältnisse und schlechte Gesundheitsversorgung für den Aufstieg von Faschismus und Kommunismus verantwortlich gemacht. Clann na Poblachta wollte mit einer sozialdemokratisch ausgerichteten Politik dagegen antreten. Sie orientierte sich am New Deal Franklin D. Roosevelts und an dem von Clement Attlee entwickelten Wohlfahrtsstaatsgedanken. Mit dem Jahr 1947 konnte die neugegründete Partei dann erhebliche Zuwächse verzeichnen. Prominente Figuren oder Fürsprecher waren Noel Hartnett, Kathleen Clarke, Peadar Cowan und Noel Browne. 

## Wahlerfolge
Seán MacBride konnte bei einer Nachwahl 1947 direkt einen Sitz im Dáil Éireann erobern. Ein weiterer Sitz wurde bei einer Nachwahl in Tipperary gewonnen. Der Taoiseach de Valera sah in der neuen Partei eine Gefahr und setzte allgemeine Neuwahlen für 1948 an. Dies geschah in einer Zeit, in der die Sinn Féin weitgehend marginalisiert war und die beiden großen irischen Parteien Fianna Fáil und Fine Gael keine politischen Angebote an die Bürger machten. Die Irish Labour Party erlebte bittere innere Personalquerelen und die neue Partei Clann na Talmhan fokussierte sehr stark auf landwirtschaftliche Interessen. 
Bei den Wahlen 1948 ging die Rechnung de Valeras teilweise auf. Der Clann na Poblachta gelang es lediglich, 10 Sitze im Dáil Éireann zu erreichen. Die Einbußen bei der Fianna Fáil waren groß und zahlreiche andere Parteien profitierten davon. Die neue Regierung wurde von einer breiten Parteienkoalition aus Fine Gael, Irish Labour Party, National Labour, Clann na Talmhan, Clann na Poblachta und wenigen unabhängigen Teachtaí Dála getragen. Die Rivalitäten in der Koalition waren aber spürbar. Insbesondere der Führer der Fine Gael, Richard Mulcahy, polemisierte gegen die Clann na Poblachta. Auf Vorschlag der Irish Labour Party wurde keiner der Parteichefs Taoiseach. Man hob hingegen John A. Costello von der Fine Gael auf das Schild. Die erste Regierung Costello trat damit an. William Norton von der Irish Labour Party wurde zum Tánaiste. Seán MacBride wurde Außenminister, Noel Browne Gesundheitsminister.

## Politik im Mehrparteienbündnis
Die Partei war stark auf die Figur Seán MacBrides zugeschnitten. Allerdings führte die innerparteiliche Ablehnung der Fine Gael als Partner auch zu einer allgemeinen Schwächung der Regierung. MacBride gestaltete jedoch die Außenpolitik Irlands in markanter Weise: So wurde in seiner Zeit die Beziehung zum Vereinigten Königreich durch den Widerstand gegen den britischen External Relation Act von 1936 geprägt. Irland wurde zur Republik. Die Funktionen des Königs gingen auf den Staatspräsidenten der Republik Irland über. Seán MacBride gestaltete in seiner Funktion als Vorsitzender des Europaratskomitees zur Menschenrechtskonvention den Prozess in besonderer Weise mit. Ihm wird die Schlüsselrolle zugeschrieben, für die Unterzeichnung der EMRK 1950 in Rom Sorge getragen zu haben. Er führte Irland in die Organisation für wirtschaftliche Zusammenarbeit und Entwicklung (OECD) und lehnt den Eintritt in die NATO ab, weil dadurch die Trennung von Nordirland hätte anerkannt werden müssen. Seine Versuche, das irische Pfund vom britischen Pfund Sterling abzukoppeln, waren jedoch nicht erfolgreich. Erst 1979 wurde das Irische Pfund eigenständig. 
Die Gesundheitspolitik von Noel Browne war durch heftige Widerstände der katholischen Kirche und der Ärzteschaft geprägt. Das Behandlungsprogramm für Mütter und Kinder, das eine kostenfreie Heilfürsorge beinhaltete, war von den Ärzten als Bedrohung ihrer Einkommen verstanden worden und ggf. auch als staatliches Eingreifen in das Arzt-Patienten-Verhältnis gewertet worden. Die katholische Kirche befürchtete eine verdeckte Geburtenkontrolle und Legalisierung der Abtreibung. 1951 führten die Auseinandersetzungen schließlich zum Rückzug Brownes aus dem Kabinett und auch aus der Clann na Poblachta. 

## Sitzverteilung
| Wahlen | Sitze    | Veränderung | Stimmen  | Abgeordnete |
| ------ | -------- | ----------- | -------- | --- |
| 1947   | 2 / 147  | +02         | (27.533) | Seán MacBride und Patrick Kinane |
| 1948   | 10 / 147 | +08         | 174.823  | Seán MacBride, Patrick Kinane, John Tully, Peadar Cowan, Michael Fitzpatrick, Noel Browne, Joseph Brennan, Jack McQuillan, John Timoney |
| 1951   | 2 / 147  | −08         | 054.210  | Seán MacBride, John Tully |
| 1954   | 3 / 147  | +01         | 041.249  | Seán MacBride, John Tully, Johnny Connor                                                                                                |
| 1957   | 1 / 147  | −02         | 020.632  | John Tully |
| 1961   | 1 / 144  | 0           | 013.170  | John Tully |
| 1965   | 1 / 144  | 0           | 09.427   | John Tully |

## Abschwung
Als es 1951 zu Neuwahlen kam, verlor Clann na Poblachta acht Sitze. Frühere Mitglieder, Noel Browne und Jack McQuillan, wurden als unabhängige Kandidaten gewählt. Éamon de Valera bildete eine Minderheitsregierung (Regierung De Valera X). 
1954 wurde wiederum ein Mehrparteienbündnis für die Regierung Costello II gebildet. Die Clann na Poblachta mit drei Teachtai Dála stützte dieses Bündnis zwar, war jedoch nicht Teil desselben. Die Unterstützung war an die Nominierung Liam Kellys in den Senat (Seanad Éireann) geknüpft. Anfang 1957 entzog die Clann na Poblachta der Regierung die Unterstützung, nachdem sie massiv gegen die IRA vorgegangen war. Gleichzeitig befand sich Irland im Jahr 1957 in einer Rezession. 
Es kam zu Wahlen 1957 und Seán MacBride verlor sein Mandat (und konnte es auch später nicht wieder gewinnen). Bei den Wahlen 1957, 1961 und 1965 verblieb jeweils nur noch ein Sitz bei der Clann na Poblachta. Von 1965 bis 1969 war John Tully einziges Mitglied im Dáil Éireann. Nach der Wahl wurde er Parteichef, aber bereits am 10. Juli 1965 löste sich die Partei bei ihrer letzten Versammlung auf.